# Guvid de baltă
Guvidul de baltă sau scârba de baltă (Ponticola kessleri) este un pește mic dulcicol, din familia gobiide, care trăiește pe fundul mâlos sau argilos în ape dulci, poate suporta și o apă ușor salmastră. Se întâlnește în bazinul Mării Negre și Mării Caspice. În fluvii: în Nistru, până la Moghilev; în Bug, Nipru; în Volga, până la Astrahan, etc. În România, în Delta Dunării și în lacurile: Razelm, Babadag, Crapina, Brateș, Brăila, Cochirleni și bălți.